# Шэсянь (Хуаншань)
Шэсянь (кит. упр. 歙县, пиньинь Shè xiàn) — уезд городского округа Хуаншань провинции Аньхой (КНР).

## История
Уезд был создан ещё тогда, когда царство Цинь впервые в истории объединило все китайские земли в единую империю, в 221 году до н.э., и тогда он занимал гораздо большую территорию. В последующие две тысячи лет он не раз менял административную и государственную принадлежность, а из его частей были образованы другие уезды.
После того, как в ходе гражданской войны эти земли перешли под власть коммунистов, в июле 1949 года был образован Специальный район Хойчжоу (徽州专区), и уезд вошёл в его состав. В 1956 году Специальный район Хойчжоу был расформирован, и уезд перешёл в состав Специального района Уху (芜湖专区).  В апреле 1961 года Специальный район Хойчжоу был воссоздан, и уезд вернулся в его состав. В марте 1971 года Специальный район Хойчжоу был переименован в Округ Хойчжоу (徽州地区). 
27 ноября 1987 года решением Госсовета КНР округ Хойчжоу был преобразован в городской округ Хуаншань.

## Административное деление
Уезд делится на 13 посёлков и 15 волостей.

## Культура
Уезд славится изготовлением вышитых парчовых мешочков для благовоний, которые преподносят на праздник Дуаньу.